# Les Confessions d'un bourgeois
Les Confessions d'un bourgeois (Egy polgár vallomásai) est un roman hongrois de Sándor Márai, paru en 1934.

## Résumé
D'inspiration autobiographique, le roman raconte l'histoire d'une famille bourgeoise du début du XXe siècle à Košice (Kassa en hongrois), une ville de province à la fin de la monarchie Austro-hongroise. 